# Podział administracyjny San Marino

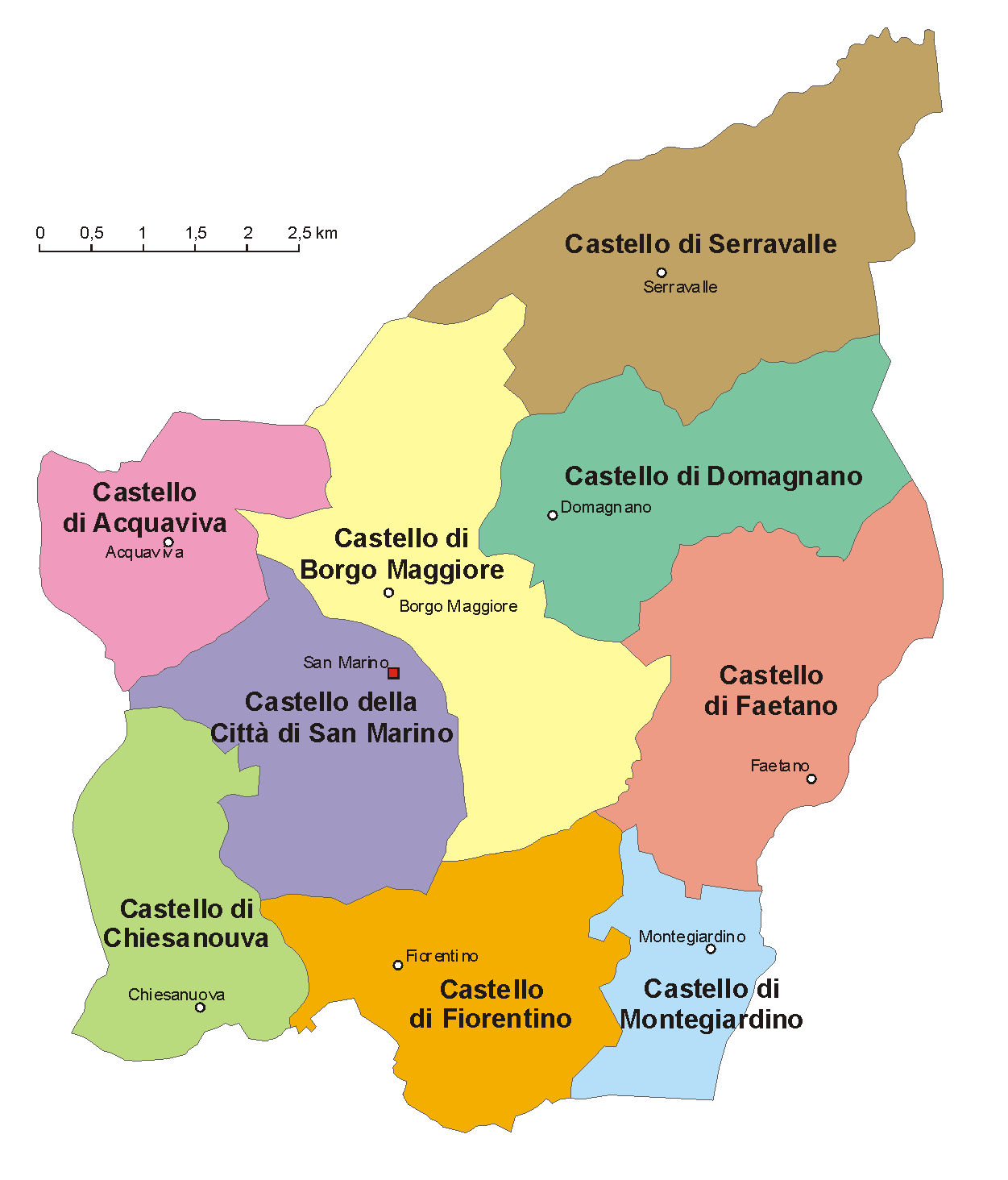
Podział administracyjny San Marino

San Marino podzielone jest na dziewięć miast (castelli), na których czele stoją wybierani na okres dwóch lat: kapitan i Rada Pomocnicza. Dziewięć miast obszarowo odpowiada dawniejszemu podziałowi na okręgi parafialne.
Zamki:
1. Acquaviva
2. Borgo Maggiore
3. Chiesanuova
4. Domagnano
5. Faetano
6. Fiorentino
7. Montegiardino
8. San Marino
9. Serravalle